# 目加田誠
目加田 誠（めかだ まこと、1904年〈明治37年〉2月3日 - 1994年〈平成6年〉4月30日）は、古典中国文学者、九州大学名誉教授、日本学士院会員。

## 経歴

### 出生から終戦まで
1904年、山口県岩国市で生まれた。。父母が相次いで早世し、中学生にして一家の長としての責任を負うことになった。水戸高等学校を経て、東京帝国大学支那文学科に入学。1929年に東京帝国大学を卒業。
卒業後は、1930年に第三高等学校教授となった。1931年に結婚。1933年、九州帝国大学助教授に任じられ、そのまま文部省在外研究員として北平に研究留学(1933年10月から1935年10月まで)。この留学期間中の記録として『北平日記』8冊を記していた。1935年に日本に帰国するが、一子を残して妻は病没。

### 戦後
1948年、瀬利さくをと結婚。九州大学教授に昇進。1950年、学位論文『詩経研究』を九州大学に提出して文学博士号を取得。1964年に九州大学を退官し、名誉教授となった。その後は1964年より早稲田大学教授として教鞭をとり、「中国古典文学」などを受け持った。1974年、早稲田大学を定年退職。
学界では、1985年に日本学士院会員に選出された。また、1971年から1973年まで第7代目日本中国学会理事長を務めた。1994年、自宅があった福岡県大野城市にて没した。

## 研究内容・業績
- 専門は中国文学。詩経、唐詩などの著書が多数ある。一般には、詩経を日本で初めて現代口語訳したことで知られている。

### 平成改元
- 1989年1月7日に行われた平成改元の際に、最終3案に残った「修文」を提案している。

### 目加田文庫
- 目加田誠・さくを夫妻の蔵書は「大野城心のふるさと館」に寄贈され、収蔵されている[8][9]。
- 北京留学中に記していた『北平日記』は、1930年代の北京の様子を知ることのできる資料である。加えて、同時期には日本から倉石武四郎、吉川幸次郎などの研究者も北京を訪れており、日中研究者の交流や書肆の状況を伝える資料となっている[10]。

## 家族・親族
- 妻(再婚)：目加田さくを(1917～2010)は日本古典文学者。福岡女子大学・梅光女学院教授を務めた。
- 大甥：中山祐次郎(1980～)は医師、公衆衛生学修士、医学博士、作家。湘南医療大学臨床教授。テレビドラマ「泣くな研修医」の原作者。

## 著作

### 著書
- 『詩經 東洋思想叢書』日本評論社 1943
  - 改訂版『詩経』講談社学術文庫 1991
- 『風雅集－中國古典文學の研究』惇信堂 1947
  - 改訂版『中国の文芸思想』講談社学術文庫 1991
- 『新釈 詩経』岩波新書 1954。度々再版
- 『洛神の賦：中国文学論文と随筆』 武蔵野書院 1966
  - 改訂版『洛神の賦』講談社学術文庫 1989
- 『屈原』 岩波新書 1967。度々再版
- 『杜甫物語：詩と生涯』社会思想社<現代教養文庫> 1969
- 『周詩～漢詩　中国詩選 1』社会思想社<現代教養文庫> 1971
  - 文元社 2004。オンデマンド版
- 『唐詩散策』時事通信社 1979
- 『随想 秋から冬へ』龍渓書舎 1979
- 『夕陽 限りなく好し』時事通信社、1986 - 自伝・随想
- 『春花秋月』時事通信社 1992
- 『残燈 歌集』石風社 1993
- 『目加田誠「北平日記」 一九三〇年代北京の学術交流』[11] 中国書店、2019年

### 訳・註解
- 『詩經 訳註篇 第一』丁子屋書店 1949
- 『詩経・楚辞 中国古典文学全集 1』平凡社 1960
  - 改訂版『詩経・楚辞 中国古典文学大系 15』平凡社 1969、再版1975、復刊1994
- 『唐詩選　新釈漢文大系 19』 明治書院 1964
  - 抜粋版『唐詩選 新書漢文大系 6』渡部英喜編、明治書院 1996、新版 2002
- 『杜甫　漢詩大系 9』集英社 1965
  - 新装版「漢詩選 9」集英社 1996
- 『杜甫詩集　中国詩人選 3』集英社 1966。改装版(選書) 1972
  - 新装版「中国名詩鑑賞 4」小沢書店 1996
- 『文心雕龍』「文学芸術論集　中国古典文学大系 54」平凡社 1975、復刊1994
- 『唐詩三百首』(全3巻) 蘅塘退士編、平凡社東洋文庫 1973-1975
  - ワイド版 2004、のち電子書籍化
- 『世説新語　新釈漢文大系 76・77・78』明治書院 1975-1978
  - 抜粋版『世説新語 新書漢文大系 21』長尾直茂編、明治書院 2003
- 『うたの始め 詩経 中国の名詩 1』平凡社 1982
- 『滄浪のうた 屈原 中国の名詩 2』平凡社 1983
- 『漢詩日暦』時事通信社 1988[12]

### 著作集
- 『目加田誠著作集』全8巻、龍渓書舎 1981〜1986

1. 「詩経研究」
2. 「定本 詩経訳注 上」
3. 「定本 詩経訳注 下」
4. 「中国文学論考」
5. 「文心雕龍」
6. 「唐代詩史」
7. 「杜甫の詩と生涯」
8. 「中国文学随想集」

## 記念論集
- 『中国学論集』 目加田誠博士還暦記念論文集　大安 1964
- 『中国文学論集：目加田誠博士古稀記念論集』龍渓書舎 1974

## 目加田誠に関する資料
- 「山口の文学者たち」[13]
- 「目加田誠教授小照・年譜略・講義題目・研究著作目録」『文学研究』第65号、九州大学大学院人文科学研究院、1968年3月、巻頭5-16,図1枚、CRID 1520853835059142912、ISSN 03872823、NAID 40003396307。